# 長歌行 (李白)
《長歌行》是唐朝詩人李白所創詩作，文學體裁為五言古詩。借樂府古題而創作，表達渴望早日建功立業、名垂千之強烈用世之心。

## 原文
桃李待日開，榮華照當年。
東風動百物，草木盡欲言。
枯枝無丑葉，涸水吐清泉。
大力運天地，羲和無停鞭。
功名不早著，竹帛將何宣。
桃李務青春，誰能貫白日。
富貴與神仙，蹉跎成兩失。
金石猶銷鑠，風霜無久質。
畏落日月后，強歡歌與酒。
秋霜不惜人，倏忽侵蒲柳。

## 漢樂府曲調名
長歌行，屬樂府相和歌平調七曲之一，曲已經丢失，歌辭留世近十首。其中包括古辭三首，魏明帝曹叡、傅玄、陆机、谢灵运、南朝梁元帝各一首，沈约兩首，唐朝李白、王昌龄各一首。

## 相關評論
“长歌、短歌，言人寿命长短，各有定分，不可妄求。”（崔豹《古今注》）